# Посёлок при химзаводе
Посёлок при химзаводе — упразднённый в 1934 году посёлок при Химзаводе им.Фрунзе Кинешемского района Ивановской области. Вошёл в состав города Заволжск, ныне административный центр Заволжского района Ивановской области России.

## География
Расположен был на левом берегу реки Волги (современное Горьковское водохранилище), напротив города Кинешма.

## История
В 1871 году в селе Владычное (Богоявленское — по храму Богоявления) Кинешемского уезда Костромской губернии был построен сернокислотный завод (ныне Заволжский химический завод имени М. В. Фрунзе). 
20 февраля 1934 года Президиум ВЦИК постановил:
«Образовать рабочий посёлок под наименованием Заволжье в составе следующих населенных пунктов Кинешемского района: при химзаводе и фабриках „Фибра“ и „Приволжанка“, Кужлевки, Жилинского, Тихомировского, Нового, Чирковского, Алексинского, Владычного, Чиркова, Скрипцова, Жилина, Уракова, Мяснева и Рябининского с заволжской больницей».